# Radama I

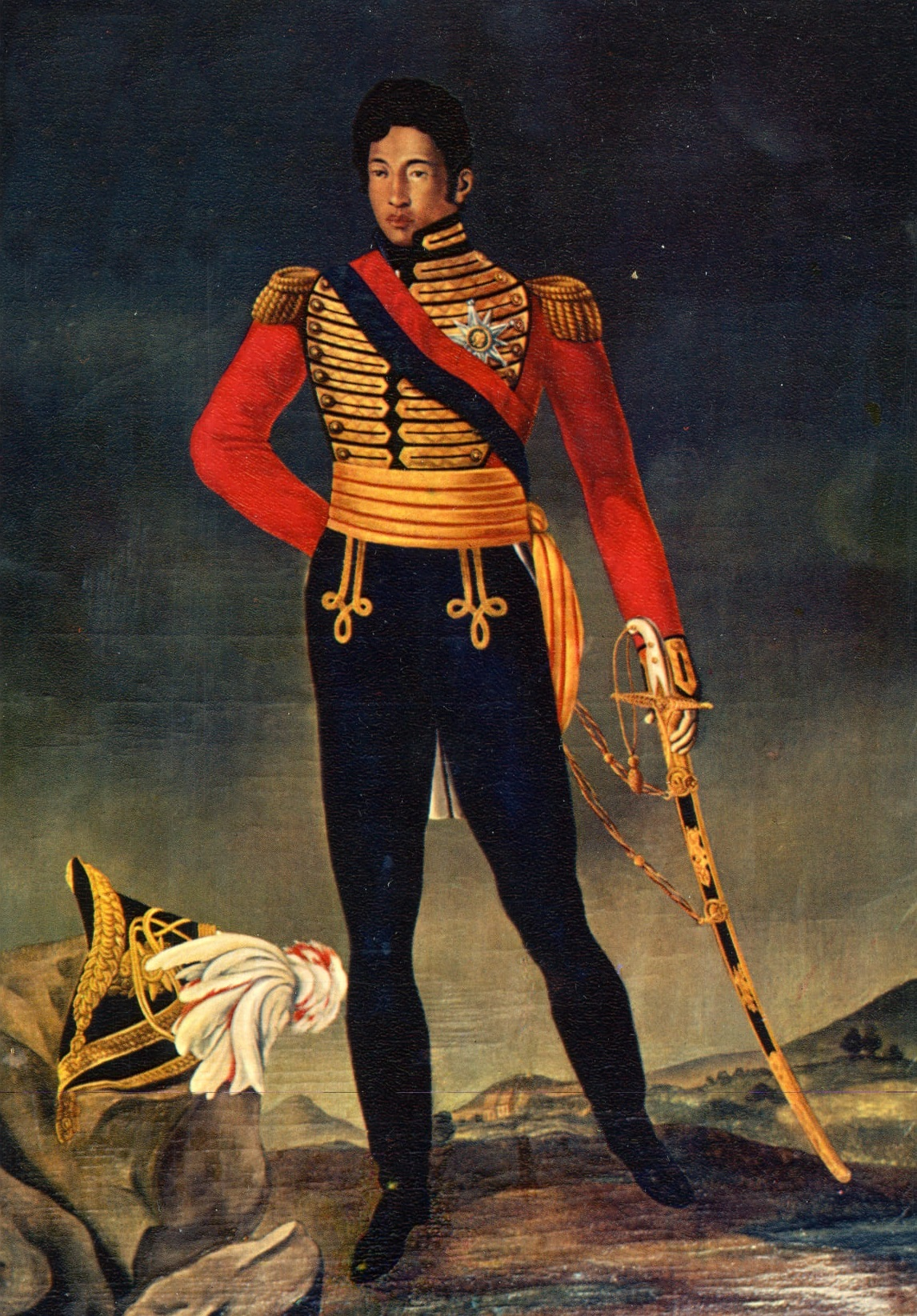
Radama I.

Radama I född 1792, död 27 juli 1828, kung av Madagaskar 23 oktober 1810–27 juli 1828, var son till Andrianampoinimerina. Hans far hade enat merinafolket och även utökat sitt rike, Imerina till att omfatta stora delar av ön. Under Radamas regeringstid färdigställdes enandet till att omfatta nästan hela Madagaskar. Han skrev under avtal med britterna och fransmännen. Han fick inga barn. Efter sin död efterträddes han av sin hustru Ranavalona I.